# Temple Court Building and Annex
Le Temple Court Building and Annex, au 5 Beekman Street, est un ancien immeuble de bureaux dans le Financial District de Manhattan, à New York. La structure d'origine a été construite entre 1881 et 1883, tandis qu'une annexe a été construite entre 1889 et 1890 au 119-121, rue Nassau attenante. Il a rouvert ses portes en août 2016 sous le nom de Beekman Hotel après d'importantes rénovations.

## Bâtiment d'origine
La structure a été conçue comme un immeuble de bureaux en briques rouges et en terre cuite dans les styles Queen Anne, néo-grec et néo-Renaissance. La structure originale a été commencée en 1881 et terminée en 1883, avec une annexe attachée construite entre 1889 et 1890 . Il a été commandé et appartenait à l'origine à Eugene Kelly (1808–1894), un immigrant irlandais qui avait fait fortune en tant que détaillant de produits et banquier. L'entreprise de Benjamin Silliman, Jr. et James M. Farnsworth étaient les architectes.

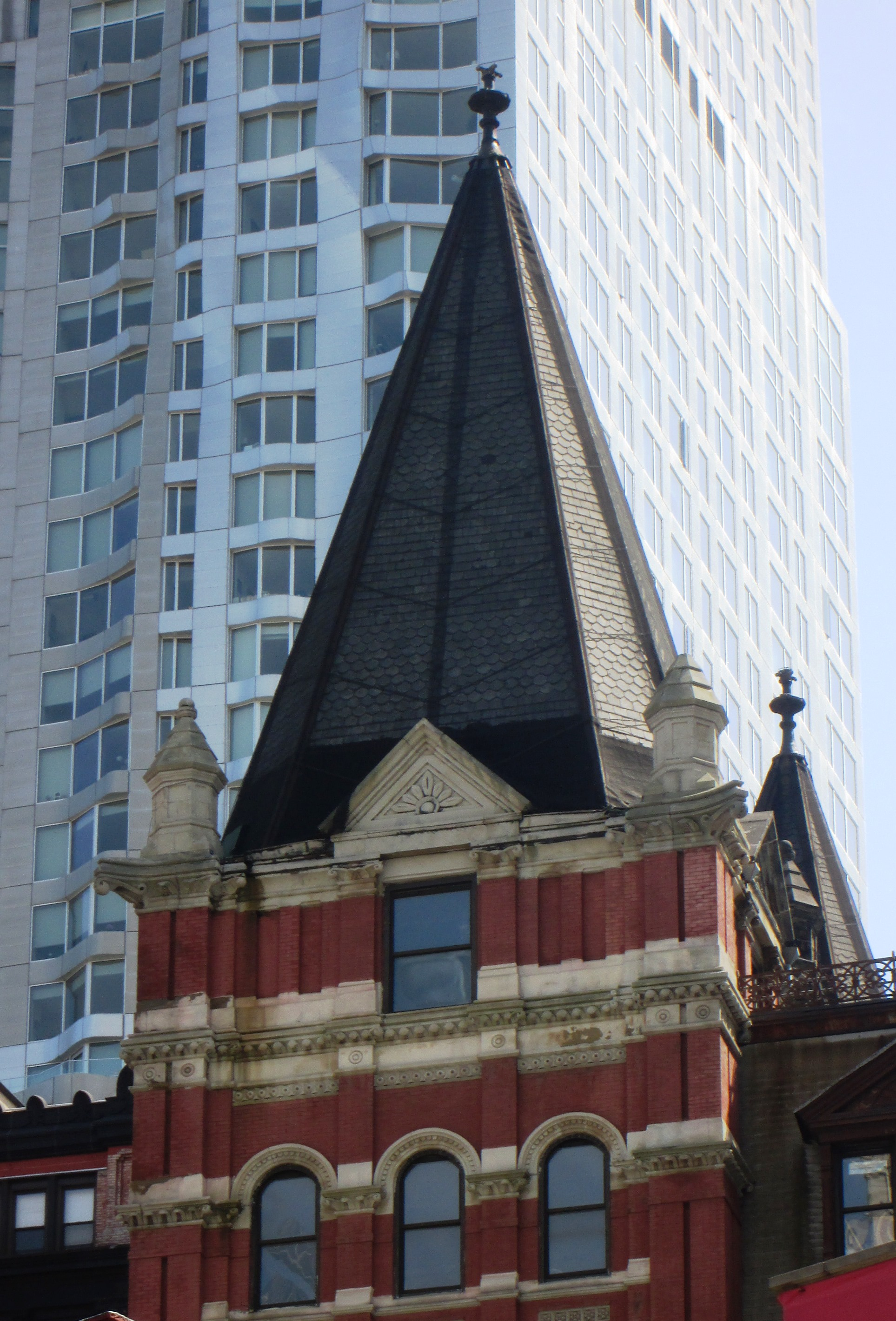
L'un des sommets pyramidaux du bâtiment

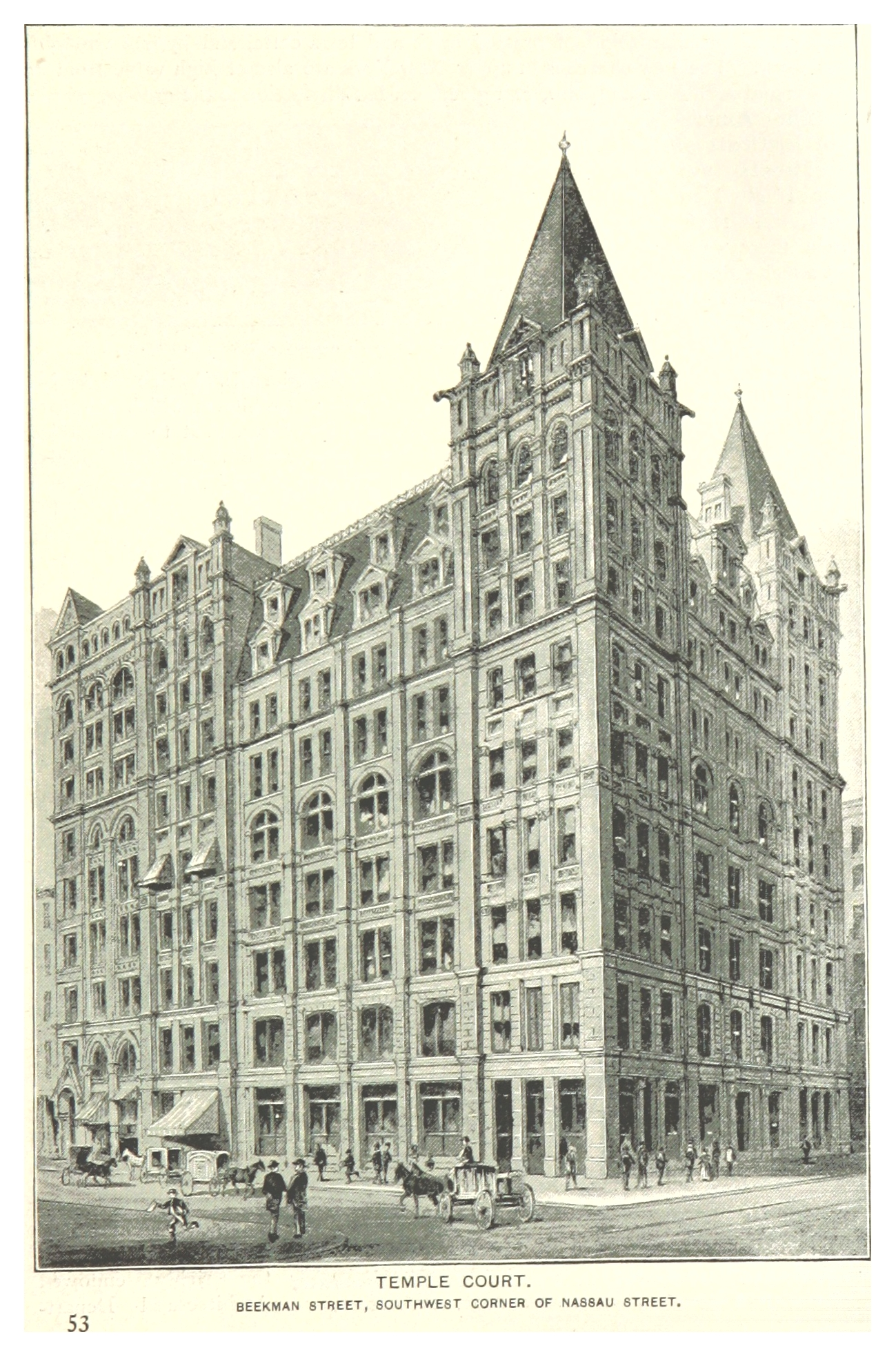
1893

Temple Court Building aurait été «calqué sur un bâtiment du même nom à Londres» qui faisait partie des Inns of Court . Il visait à attirer des avocats en tant que locataires, bien qu'un article de 1942 indique depuis lors, les avocats avaient déménagé en raison du déclin du quartier.

## Annexe
L'annexe attenante, construite entre 1889 et 1890 au 119-121, rue Nassau, a été conçue par James M. Farnsworth . L'annexe présente une façade en calcaire de style néo-roman.

## Protection et rénovation
Le Temple Court Building avec son annexe a été désigné monument de New York le 10 novembre 1998.
Le dernier locataire de l'immeuble était l'architecte Joseph Pell Lombardi, qui a déménagé en 2001, laissant toute la structure vacante. En 2008, Joseph Chetrit et Charles Dayan ont acheté l'immeuble pour 61 millions de dollars et prévoyaient de le convertir en un hôtel de 200 chambres ,. En 2012, après un différend entre Chetrit et Dayan, il a été vendu à GFI Capital Resources . En août 2016, le bâtiment a rouvert ses portes sous le nom de The Beekman, composé d'une combinaison de copropriétés et de chambres d'hôtel.